# Pegomya remissa
Pegomya remissa este o specie de muște din genul Pegomya, familia Anthomyiidae, descrisă de Huckett în anul 1965.
Este endemică în Québec. Conform Catalogue of Life specia Pegomya remissa nu are subspecii cunoscute.